# Michael deCourcy Hinds
Michael deCourcy Hinds (* 1947; † 19. September 2005 in New York City) war ein US-amerikanischer Journalist, Korrespondent der New York Times und Autor.
DeCourcy Hinds wuchs in Boston auf und studierte an der Boston Latin School sowie der Boston University. Als Mitglied des Friedenscorps war er in Senegal in Westafrika.
Michael deCourcy Hinds war seit 1978 als Journalist tätig, davon 16 Jahre als nationaler Korrespondent der „New York Times“, für die er „mehr als eine Million Worte“ schrieb. Er gewann zweimal den „Publisher’s Award for Distinguished Reporting“ der Zeitung und erhielt den „Roger Starr Journalism Award“ des „Citizens Housing and Planning Councils“ von New York City.
1994 bis 2002 war Hinds verantwortlicher Herausgeber und Vizepräsident von „Public Agenda“, das von Cyrus Vance and Daniel Yankelovich gegründet wurde und eine unabhängige, Nonprofit-Forschungseinrichtung in New York ist. In dieser Funktion schrieb Hinds mehrere Führer zu öffentlichen Diskussionen, beispielsweise zur globalen Rolle Amerikas, zu Schulreformen, Parteienfinanzierung, Internet etc.
Als Berater der Annie E. Casey Foundation (AECF) kümmerte er sich um die Dokumentation einer Jobinitiative und Artikel in der Monatszeitung. Seit 2002 engagierte er sich für die renommierte „Carnegie Corporation of New York“.
Er starb mit 58 Jahren im New York-Presbyterian/Weill Cornell Hospital in Manhattan. Hinds hinterließ seine Frau Susan Lapinski und zwei Töchter.

## Werke
- Susan Lapinski,  Michael deCourcy Hinds: „A Husband and Wife’s Diary of Pregnancy, Birth and the First Year of Parenthood“, Little Brown & Company 1984
- Michael deCourcy Hinds: „The Troubled American Family: Which Way Out of the Storm“, 1995, ISBN 0-7872-1635-6
- Michael deCourcy Hinds: „Money & Politics: Who Owns Democracy ?“, College Book Service, NV, USA, ISBN 0-7872-7401-1
- Michael deCourcy Hinds: „Gambling, Is It a Problem: What Should We Do“, 1998, ISBN 0-7872-4879-7
- Michael deCourcy Hinds: „Alcohol: Controlling the Toxic Spill“, kendall/hunt Publishing Co 1999, ISBN 0-7872-5764-8